# Typhlotanais macrocephalus
Typhlotanais macrocephalus är en kräftdjursart som beskrevs av Hansen 1913. Typhlotanais macrocephalus ingår i släktet Typhlotanais och familjen Nototanaidae. Inga underarter finns listade i Catalogue of Life.